# San Lorenzo Almecatla
San Lorenzo Almecatla – miasto w Meksyku, w stanie Puebla.